# Thierry Laudrain
 (novembre 2023).
Thierry Laudrain, né le 7 juin 1969 à Chatou, est un auteur français de bande dessinée.

## Biographie
Après une formation en publicité à Nantes, il exerce dans de l’illustration pour des agences de pub, packaging, PLV… Il commence sa carrière d'auteur de bande dessinée chez Vents d'Ouest avec des albums collectifs humoristiques. En 2002 paraît son premier album personnel, La BD des copines, sur un scénario de Philippe Robinet et Florent Massot.
Il est auteur de la série en trois tomes Histoire de l’Histoire de France.

## Œuvres
Sauf indication contraire, Thierry Laudrain est dessinateur
- La BD des copines, scénario de Philippe Robinet et Florent Massot, Vents d'Ouest, 2002  (ISBN 2749300193)
- Rallye Raid Calagan, scénario de Pat Perna et Jean-Pierre Fontenay, Vents d'Ouest
  - Tome 2, 2003  (ISBN 2749300770)
  - Tome 2 1/2 Encyclopédie Ultime du 4x4, 2004  (ISBN 2749300819)
- L'encyclopédie des Prénoms en BD, Vents d'Ouest
  - Tome 9 Marie, scénario de Gégé et Bélom, 2005  (ISBN 2749302447)
- B comme bricoleur (scénario et dessin), 3 tomes, Vents d'Ouest, 2007-2009
- Émile Borne, coscénarisé et codessiné avec Jean-François Miniac, éd. Duo comme trois pommes, 2007  (ISBN 2950839312)
- Les Rouches sous pression, scénario d'André Lebrun, 4 tomes, Joker Éditions, 2010-2014
- Mieux vaut tard..., scénario d'André Lebrun, 3 tomes, Joker Éditions, 2013-2016
- Histoire de l'Histoire de France (scénario et dessin), 3 tomes, Bamboo Édition, 2019-2021